# Полищук, Михаил Михайлович
Михаи́л Миха́йлович Полищу́к (род. 10 января 1989, Москва) — российский пловец, член национальной сборной России с 2007 года.

## Карьера
Серебряный призёр Олимпийских игр 2008 года в Пекине, в составе эстафетной команды России в заплыве 4×200 метров вольным стилем (Состав сборной: Александр Сухоруков, Данила Изотов, Евгений Лагунов, Михаил Полищук и Никита Лобинцев). Двукратный победитель юношеского чемпионата Европы 2007 года. Рекордсмен России в эстафете 4×200 метров на короткой воде (бассейн 25 метров). На чемпионате мира по плаванию на «короткой воде» в Дубае (декабрь 2010 г.) Михаил Полищук в составе сборной России выиграл эстафету 4 по 200 метров вольным стилем. В 2006 году на первом юношеском Чемпионате мира по плаванию в Рио−Де-Жанейро завоевал Серебро в эстафете 4×200 м вольным стилем. Участник Олимпийских Игр в Лондоне 2012. В 2014 году на Чемпионате Мира(25м) по плаванию в Дохе(Катар) стал серебряным призёром в эстафетном плавании 4×100 вольный стиль, установив рекорд России, и бронзовым в эстафете 4×200 вольный стиль. Живёт и тренируется в Москве.

## Награды и звания
- Заслуженный мастер спорта России
- Медаль ордена «За заслуги перед Отечеством» II степени — За большой вклад в развитие физической культуры и спорта, высокие спортивные достижения на Играх XXIX Олимпиады 2008 года в Пекине (2009)[2]